# Yasna Lewin
Yasna Ivonne Lewin Ruiz (Santiago de Chile, 1 de noviembre de 1968) es una periodista política chilena. Actualmente conduce Política en Vivo en Radio Universidad de Chile y Descabelladas en UChile TV. Anteriormente integró el panel del programa Pauta libre en La Red. Es Periodista de la Universidad de Chile y Magíster en Comunicación Social de la Pontificia Universidad Católica de Chile. También tiene un diplomado en Estudios Políticos de la Universidad de Chile. Junto a su trabajo en medios de comunicación, se desempeña como docente en la Escuela de Periodismo de la Universidad Diego Portales.

## Biografía
Yasna Lewin nació el 1 de noviembre de 1968 en Santiago de Chile. Es hija de Dalia Ruiz, profesora de matemáticas, y Harry Lewin, migrante judeo-alemán. Cursó sus estudios secundarios en el Instituto Hebreo y el Colegio Alexander Fleming. Estudió Periodismo en la Universidad de Chile, donde participó activamente en el movimiento estudiantil y de oposición a la Dictadura de Augusto Pinochet, graduándose en 1992. Tiene un Magíster en Comunicación Social de la Pontificia Universidad Católica de Chile y un Diplomado en Estudios Políticos de la Universidad de Chile.
En los años 90 se desempeñó como reportera del extinto La Época y como Sub-editora Política del Diario la Nación, para luego fundar el diario electrónico Primera Línea como Editora General, donde trabajó hasta su clausura en 2002. Fue también Jefa de Prensa de la Radio Universidad de Chile entre el 2004 y 2006, así como Jefa de Comunicaciones del Ministerio de las Culturas, las Artes y el Patrimonio el 2007. Ha colaborado en ONGs feministas y ambientalistas como la Corporación Humanas y la Fundación Terram. Actualmente es docente de la Escuela de Periodismo de la Universidad Diego Portales, y conductora de Política en Vivo en Radio Universidad de Chile.